# 卓國華
卓國華（1889年2月9日—1980年6月25日），廣東香山（今中山市）人，中國同盟會會員，近代女革命家，黃花崗之役時假扮新娘偷運軍火，遂得「革命新娘」之稱。

## 生平
卓國華，1889年2月9日出生于廣東中山（今珠海市香洲区金鼎镇官塘村），在廣州女子學校學習外文。十五、六歲時，她無法忍受重男輕女的大家庭，遂一人離家至香港，在徐宗漢家擔任女僕，在中国同盟会机关实践女校学习英文和日文。1908年經其兄卓振聲介紹給孫中山，連同其妹卓國興加入同盟會，从事革命工作。
1911年4月，黃花崗之役即将举行，但清政府搜查严密，起义军很难将军械运入城内。由于守城清兵不查棺材和花轿，因此由二十二歲的卓國華假扮新娘、劉梅卿化裝為新郎，在花轎暗藏軍火入城，以支援革命份子，所以有「革命新娘」之稱號。兩年後，卓國華在黃興徐宗漢夫妻介紹下，與劉梅卿結婚。
民國成立後，政府本保送卓國華前往日本深造，卻以家累未能成行，改由妹妹卓國興前往哥倫比亞大學進修。
劉梅卿得孙中山赏识，被委任为“自由团长”。1921年在粤军第六独立旅任团长，参加第一次粤桂战争，4月29日陳炯明指使旅长翁式亮以“通敌罪”扣留劉梅卿，并予以枪决。當時卓國華正懷孕，聞耗後哀慟流產，不久年甫三歲的女兒也告夭殤，后赴香港，未再結婚。也从此退出政坛。兩姊妹撫養姪女卓少文，後者日後成為歌唱家。
1961年，卓國華連同卓國興、妹婿何墨林自香港來台灣定居。何墨林任中央信託局局長，配有台北市臨沂街日式官舍，於是三人一同住此屋。
卓國華不像其妹善中華民國國語，又鄉音重，所以甚少與外人交談，但會參加基督教會的禮拜。1966年，何墨林去世，子女又全都遠居國外，屋中只剩兩姊妹。
1967年，卓國華將保存了多年的「革命新娘」服飾捐給國立歷史博物館，並寫信給館長包遵彭說：「自黃花岡諸烈士廣州之役，迄今已五十有六年，起事之前，余奉命運軍火，為避清人耳目，置器械於彩轎中，偽裝婚嫁作喜事，藉以掩護。往事歷歷，記憶猶新，於茲三月二十九日青年節倏又將屆，遙望禹甸，緬懷先烈，悽切之情，不能自已。所幸曩昔扮新嫁娘之服，今尚保存完好，藏諸行篋，未嘗一日稍離也。余垂垂老矣，恐將散佚，特以之舉贈國立歷史博物館，永久保藏。庶乎黃花岡諸先烈之革命精神，使國人猶能宛然過目也。」
1977年9月，卓國華在家跌傷，國民黨中央黨部立安排住進台北榮民總醫院並負擔所有費用，但她久臥病牀。

## 逝世
1980年6月25日，因心臟病，於榮民總醫院去世。同年7月11日上午在台北市立殯儀館景行廳公祭、安息禮拜、蓋黨旗，安葬於陽明山公墓。當日中華民國總統蔣經國參與，並贈「志行流芳」輓聯。行政院院長孫運璿以及黨政各界代表紛紛前往哀悼。

## 评价与纪念
卓国华与梁定慧、赵连城被后人评价为同盟会女革命党人“三剑客”。 國立編譯館曾將她「革命新娘」的事蹟放入小學國語課本，但在1990年代實行教改後刪除。